# Offensive de Pokrovsk
Invasion de l'Ukraine par la Russie
Batailles
Offensive de Kiev (Jytomyr, Kiev) : 
- 1re Hostomel
- Tchernobyl
- Ivankiv
- Kiev
- 2e Hostomel
- Vassylkiv
- Boutcha
- Irpin
  - Bombardement de réfugiés
- Jytomyr
- Mochtchoun
- Makariv
- Brovary

Offensive du Nord (Tchernihiv, Soumy) :
- Hloukhiv
- Slavoutytch
- Bombardements
- Soumy
- Trostianets
- Tchernihiv
- Okhtyrka
- Lebedyn
- Konotop
- Romny
- Desna
- Escarmouches frontalières

Russie  (Briansk, Belgorod) :
- Incursions en Russie occidentale
  - Oblast de Briansk
  - Oblasts de Belgorod et de Koursk
    - Incursions de 2024

  - Bombardement de Belgorod
- Oblast de Koursk (août 2024)

Campagne de l'Est (Donetsk, Louhansk, Kharkiv)
Kharkiv :
- 1re Kharkiv
  - Tchouhouïv
  - Bombardements : en février
  - en mars
  - en avril
  - du bâtiment administratif
- Izioum
- 2e Kharkiv
  - Balaklia
  - 1re Koupiansk
  - Chevtchenkove
- 3e Kharkiv

Nord du Donbass:
- Starobilsk
- Sloviansk
  - Dovhenke
  - 1re Lyman
  - Sviatohirsk
  - Bohorodychne et Krasnopillia
  - Bombardements : Bilohorivka
  - Kramatorsk
- Sievierodonetsk
  - Kreminna
  - Donets
  - Roubijné
  - Popasna
  - Tochkivka
  - Massacre
- Lyssytchansk
- 2e Kharkiv
  - Balaklia
  - 1re Koupiansk
  - Chevtchenkove
  - 2e Lyman
- Oblast de Louhansk
  - Ligne Svatove-Kreminna
  - Serebryansky
  - 2e Koupiansk

 Centre du Donbass:
- Horlivka
- Popasna
- Svitlodarsk
- Bakhmout
  - Soledar
- Siversk
- Tchassiv Iar
- Toretsk
- Kourakhove
- Velyka Novossilka
- Novopavlivka

Sud du Donbass :
- Volnovakha
- Marioupol
  - Bombardements : de l'hôpital
  - du théâtre
  - de l'école d'art
- Pisky
- Vouhledar
  - Pavlivka
- Marïnka
- Contre-offensive de 2023
- Avdiïvka
- Novomykhaïlivka
- Pokrovsk
  - Krasnohorivka
  - Toretsk
- Bombardements :
- Makiïvka
- Donetsk

Campagne du Sud (Mykolaïv, Kherson, Zaporijjia)
- 1re Kherson
- Odessa
- Melitopol
- Mykolaïv
  - Bombardements : à fragmentation
  - du bâtiment administratif
- 1re Berdiansk
- Zaporijjia
- Tchornobaïvka
- Enerhodar
- Voznessensk
- Houliaïpole
- Davydiv Brid
- 2e Berdiansk
- Nova Kakhovka
- 2e Kherson
  - Doudtchany
- Dniepr
- Tchoulakivka
- Contre-offensive de 2023
  - Robotyne

Frappes aériennes dans l'Ouest et le Centre de l'Ukraine
- Lviv (02/2022)
- Vinnytsia (03/2022)
- Yavoriv (03/2022)
- Deliatyne (03/2022)
- Dnipro
- Rivne

Guerre navale
- Île des Serpents (02/2022)
- Moskva (04/2022)

Attaques en Crimée
- Novofedorivka (08/2022)
- Djankoï (08/2022)
- Pont de Crimée (10/2022)
- Base navale de Sébastopol (10/2022)
- Pont de Crimée (07/2023)
- Base navale de Sébastopol (09/2023)

Débordement
- Aéroport de Millerovo
- Sabotages en Russie
- Attaques en Transnistrie
- Sabotage des gazoducs Nord Stream
- Terrain d'entraînement militaire de Soloti
- Explosions en Pologne
- Bases aériennes de Dyagilevo et Engels-2
- Base aérienne de Minsk-Matchoulichtchi
- Crise russo-moldave de 2023
  - Accusations de tentative de coup d'État en Moldavie
- Incident de drone de 2023 en mer Noire
- Rébellion du groupe Wagner

Massacres
- Tchernihiv
- Boutcha
- Borodianka
- Olenivka
- Izioum

L'offensive de Pokrovsk est une série d'opérations militaires opposant les forces armées russes aux forces armées ukrainiennes lors de l'invasion russe de l'Ukraine, dans le cadre de la campagne de l'est de l'Ukraine. L'offensive fait suite aux batailles de Marïnka et d'Avdiïvka qui se concluent par la prise des deux villes par la Russie. Les forces russes poursuivent dès lors leur offensive dans l'ensemble du raïon de Pokrovsk sur une ligne de front qui s'étire du sud (Novomykhaïlivka) à Horlivka, en passant par Otcheretyne et Krasnohorivka. Fin avril 2024, la Russie parvient à percer la première ligne ukrainienne autour du village d'Otcheretyne, puis la deuxième à Prohres en juillet.

## Contexte
Depuis le début de l'invasion russe de l'Ukraine, les forces russes butent dans le secteur de Donetsk sur une ligne de fortifications ukrainienne établie dès 2014 lors de la guerre du Donbass notamment autour des villes de Marïnka et Avdiïvka, ne réalisant en deux ans que des progrès tactiques de quelques kilomètres au nord-ouest d'Avdiïvka, à Pisky.
En octobre 2023, les forces russes lancent une offensive d'ampleur dans le secteur aboutissant à la prise de Marinka fin décembre 2023 et d'Avdiïvka en février 2024. L'armée ukrainienne est fragilisée par l'absence de livraisons d'armes et équipements occidentaux, en particulier américains, depuis plusieurs mois.

## Forces en présence

### Russie
Forces armées russes
- Armée de terre russe
  -  2e armée de chars de la Garde
    -  15e brigade de fusiliers motorisés
    -  27e division de fusiliers motorisés
      - 433e régiment de fusiliers motorisés
      -  506e régiment de fusiliers motorisés (ru)
      - 589e régiment de fusiliers motorisés
      - 1232e régiment de fusiliers motorisés
      - 1437e régiment de fusiliers motorisés

    -  30e brigade de fusiliers motorisés[2]

  -  3e corps d'armée
    -  6e division de fusiliers motorisés (ru)
      - 10e régiment de chars
      - 57e régiment de fusiliers motorisés

  -  41e armée combinée
    -  35e brigade de fusiliers motorisés[2]
    -  55e brigade de fusiliers motorisés de montagne[2]
    -  74e brigade de fusiliers motorisés[2]
    - 137e brigade d'assaut
    -  201e base militaire russe
    -  90e division de chars de la Garde[2]
      -  228e régiment de fusiliers motorisés
      -  239e régiment de chars de la Garde
      - 6e régiment de chars de la Garde
      - 428e régiment de fusiliers motorisés

    - 1435e régiment de fusiliers motorisés
    - 1438e régiment de fusiliers motorisés

  -  51e armée combinée
    -  1re brigade de fusiliers motorisés
    -  5e brigade de fusiliers motorisés
    -  9e brigade de fusiliers motorisés
    -  13e bataillon « Somalie »
    -  14e brigade d'artillerie « Kalmious »
    -  80e bataillon de reconnaissance « Sparta »
    - 87e régiment de fusiliers motorisés
    -  114e brigade de fusiliers motorisés « Vostok »
    -  132e brigade de fusiliers motorisés
    - 115e régiment de fusiliers motorisés
    - 1454e régiment de fusiliers motorisés

  - Troupes territoriales :
    - 1195e régiment de fusiliers motorisés
    - 1231e régiment de fusiliers motorisés

  - Unité BARS :
    - BARS-22
- Marine russe
  -  Troupes côtières de la marine russe
    -  68e corps d'armée
      -  39e brigade de fusiliers motorisés de la Garde
      - 312e bataillon d'artillerie de roquettes
      -  1472e régiment de fusiliers motorisés (ru)

    -  61e brigade d'infanterie de marine

### Ukraine
Forces armées ukrainiennes
- Armée de terre ukrainienne
  - 3e brigade d'assaut[2] (février - mai 2024)
  -  23e brigade mécanisée[2] (février - mai 2024)
  -  31e brigade mécanisée
  -  47e brigade mécanisée[2]
  -  47e brigade d'artillerie
  -  53e brigade mécanisée
  -  55e brigade d'artillerie
  -  59e brigade motorisée
  -  68e brigade de chasseurs
  -  100e brigade mécanisée[2]
  -  110e brigade mécanisée[2]
  -  115e brigade mécanisée[3] (avril - mai 2024)
  -  117e brigade mécanisée (depuis août 2024)
  -  151e brigade mécanisée (depuis août 2024)
  -  152e brigade de chasseurs (depuis août 2024)
  -  155e brigade mécanisée (environ deux bataillons à partir de décembre 2024, la totalité de la brigade à partir du 7 janvier 2025)[4],[5]
  -  425e bataillon d'assaut « Skala »[3]
- Forces d'assaut aérien ukrainiennes
  -  25e brigade aéroportée[2]
  -  46e brigade aéromobile
  -  71e brigade de chasseurs
  -  78e régiment d'assaut aéroporté (depuis août 2024)
- Force de défense territoriale
  -  104e brigade de défense territoriale
    -  59e bataillon[3]

  -  109e brigade de défense territoriale
  -  111e brigade de défense territoriale (uk)
  -  116e brigade de défense territoriale[6]
  -  117e brigade de défense territoriale
- Forces d'opérations spéciales
  -  3e régiment des forces spéciales

 Ministère de l'Intérieur :
- Garde nationale de l'Ukraine
  -  Unité spéciale Oméga 5
  -  Unité spéciale Oméga 1
  -  2e brigade « galicienne » (uk) (depuis juin 2024)
  -  14e brigade d'assaut Tchervona Kalyna (depuis juillet 2024)
  -  15e brigade d'affectation opérationnelle (depuis août 2024)

## Déroulement de l'offensive

### Exploitation russe des prises  d'Avdiïvka et Marinka (février - avril 2024)

#### Secteur d'Avdiïvka: ligne Berdychi - Orlivka - Tonenke
Le 17 février, après leur retrait d'Avdiïvka, les ukrainiens s'établissent sur une ligne de défense entre Tonenke (uk) – Orlivka (uk) – Berdytchi directement à l'ouest de la ville. Les Russes continuent alors d'avancer à l'ouest d'Avdiïvka au cours du mois de février, prenant les villages de Lastotchkyne, Stepove et Sieverne le 27 février.
Le général Oleksandr Syrsky déclare que la 3e brigade d'assaut et un bataillon de la 25e brigade aéroportée ont repoussé les troupes russes d'Orlivka le 29 février.
De violents affrontements se poursuivent à l’ouest et au sud d’Avdiïvka en mars et avril 2024, notamment le long de la ligne Tonenke (uk) – Orlivka (uk) – Berdytchi et du front Vodiane – Pervomaïske. Le 1er mars, les Russes prennent pied à la périphérie est de Berdytchi, et dans le centre d'Orlivka, et se massent sur les flancs nord et est de Tonenke. Le 12 mars, le ministère russe de la Défense revendique la prise de Nevelske, un village situé sur le flanc sud de Pervomaïske, et à moins de 15 kilomètres au nord de Krasnohorivka. Les Russes affirment avoir conquis Orlivka le 19 mars et Tonenke le 21 mars ; prises par la 1re brigade de fusiliers motorisés. Les Russes revendiquent la prise de Vodiane le 5 avril, et auraient conquis Pervomaïske le 10 avril.
Du 14 au 16 avril, les forces russes commencent à s'étendre sur le flanc nord d'Avdiïvka, prenant les datchas de Zarya et avançant rapidement afin de prendre pied à Otcheretyne, créant ainsi un saillant. Le village de 3 000 habitants, situé à proximité de l'autoroute H20 est au cœur de la seconde ligne de défense ukrainienne.

#### Secteur de Marinka: offensives sur Novomykhaïlivka et Krasnohorivka
Les affrontements se poursuivent pour la prise de Novomykhaïlivka, défendue par des éléments de la 79e brigade d'assaut aérien, qui parviennent à repousser de nombreux assauts mécanisés. Le 22 février, la Russie affirme avoir conquis Pobieda (oblast de Donetsk), menaçant davantage le flanc nord de Novomykhaïlivka et élargissant la zone tampon au sud de Marïnka. Entre le 5 et le 7 mars, une attaque russe d'ampleur menée par la 39e brigade de fusiliers motorisés est repoussée, entraînant la perte d'une dizaine de blindés. Les attaques se poursuivent tout au long des mois de mars et d'avril entraînant de lourdes pertes russes,.
Au nord de Marïnka, la 5e brigade de fusiliers motorisés attaque la ville de Krasnohorivka (15 000 habitants avant la guerre), défendue par des éléments des 46e brigade aéromobile, 80e brigade d'assaut aérien et 3e brigade d'assaut. Une source russe déclare le 26 février 2024 que les forces russes sont entrées dans Krasnohorivka par un quartier résidentiel du sud et ont atteint la rue Chkilna/Paryz'koyi Komouny. Des images géolocalisées confirment au bout de deux jours que des éléments de la 5e brigade de fusiliers motorisés russe (brigade Oplot) ont atteint la périphérie sud de la ville. Des véhicules blindés sont utilisés pour couvrir l'assaut et les troupes terrestres. Les forces russes déclarent en outre que les forces russes ont avancé plus avant vers le centre-ville. Le lendemain, les soldats de la 3e brigade d'assaut ukrainienne annoncent avoir repoussé les forces russes hors de la ville. De nouvelles attaques sont arrêtées tout au long du mois du mars, tandis que la ville subit de violents bombardements aériens et d'artillerie. Début avril, les Russes enregistrent des succès tactiques à Krasnohorivka, atteignant le quartier de la gare.

### Percée russe dans la première ligne ukrainiene (avril - mai 2024)

#### Bataille d'Otcheretyne (avril 2024)
Le 16 avril 2024, des combats pour le contrôle du village d'Otcheretyne débutent. Selon le journaliste de Forbes David Axe, les troupes russes sont au nombre de 10 000, composées de la 15e brigade de fusiliers motorisés, 30e brigade de fusiliers motorisés et 74e brigade de fusiliers motorisés, ainsi que d'éléments de la 90e division de chars. De leur côté, les troupes ukrainiennes ne comptent que 3 000 hommes, issus de bataillons de la 23e brigade mécanisée, de la 47e brigade mécanisée, du 425e bataillon d'assaut « Skala » et du 59e bataillon de la 104e brigade de défense territoriale,. La 115e brigade mécanisée arrive à Otcheretyne en avril 2024 en rotation de la 23e. Selon Mykola Melnyk, commandant de compagnie de la renommée 47e brigade mécanisée, la 115e a quitté ses positions sans autorisation, ce qui a conduit à une percée des forces russes sur le terrain. Le 23 avril 2024, les médias ukrainiens rapportent que les dirigeants de l'armée à Kyïv ont lancé une enquête pour découvrir la raison du départ non autorisé de la 115e brigade mécanisée. Cette version est ensuite contestée par la brigade qui affirme que ses hommes ont subi des attaques incessantes par des forces russes, 10 à 15 fois plus nombreuses, qui effectuaient des rotations, et qu'ils n'auraient pas abandonné leurs positions. Selon le site Militaryland, le « lynchage de la 115e brigade est injustifié et injuste ». D'après son fondateur, le village était défendu sur son flanc droit par la 115e et sur son flanc gauche par le 425e bataillon d'assaut. En son centre, seul le 59e bataillon de défense territoriale, faiblement équipé, était positionné. Selon lui, ce choix du commandement a entraîné la percée russe. La 115e brigade est ensuite remplacée dans le secteur par la 100e brigade mécanisée. Des éléments de la 47e brigade sont alors envoyés pour contre-attaquer et combler la brèche.
Le 23 avril, Nazar Volochyne, porte-parole du groupe de forces ukrainiennes Khortytsia, affirme que les forces russes ont fait usage d'armes chimiques, sans préciser quel type d'arme chimique a été utilisé.
Le 23 avril 2024, des blogueurs russes déclarent que les forces russes ont pris Otcheretyne. Plus tard dans la journée, les Ukrainiens nient l'information tout en ajoutant que les troupes russes sont entrées dans le village, qui reste contesté. Ils affirment également avoir tué ou blessé 20 soldats russes et détruit sept véhicules blindés lors d'une frappe la veille. Le 26 avril, Volochyne rapporte que l'Ukraine contrôle toujours les deux tiers d'Ocheretyne. Il affirme également que les forces russes ont envoyé des réserves supplémentaires de la 55e brigade de fusiliers motorisés de montagne pour percer les défenses ukrainiennes. Le 27 avril, un porte-parole des forces de défense ukrainiennes déclare qu'Otcheretyne est partiellement conquise par les troupes russes et que les combats se poursuivent.
Le 28 avril 2024, The Guardian rapporte que les forces russes ont pris Otcheretyne et envahi Soloviove (au sud du village) et Novokalynove (au nord-est). Le ministère russe de la Défense confirme la prise d'Otcheretyne le 5 mai 2024.

#### Percée russe d'Otcheretyne (28 avril - 5 mai)
Les troupes russes exploitent la brèche dans les défenses, s'emparant d'Otcheretyne le 28 avril. La prise d'Otcheretyne fournit aux forces russes les hauteurs locales au nord d'Avdiïvka, permettant de nouvelles avancées vers le nord et l'ouest dans l'oblast de Donetsk, et une potentielle avancée de flanc à l'ouest de l'agglomération de Toretsk-Niou-Iork. Après avoir pris pied à Otcheretyne, les forces russes élargissent la brèche au sud du saillant, conquérant successivement les villages de Novobakhmoutivka et Soloviove le 1er mai. Les troupes russes avancent également à l'ouest d'Otcheretyne, avec des affrontements signalés le long de la direction Novooleksandrivka - Sokil le 3 mai. Les Russes progressent également sur un axe séparé à l'est d'Otcheretyne, capturant Novokalynove et Keramik le 30 avril, selon la carte de DeepState. Après avoir pris Otcheretyne et Keramik, les Russes avancent vers le nord et prennent Arkhanhelske le 5 mai, selon DeepState.

#### Stabilisation devant le deuxième ligne (mai - juillet 2024)
Entre mai et juin 2023, l'offensive russe semble marquer le pas, ralentie devant le deuxième ligne ukrainienne. Les forces russes ne réalisant que des gains modestes. La percée semble  stoppée devant Sokil et Novopokroske grâce à des contre-attaques de la 47e brigade impliquant la perte de plusieurs M1A1 Abrams et M2 Bradley. Plus au sud, les Russes réussissent à pénétrer dans Umanske au nord de la petite rivière avant d'être repoussés. Ils ont gagné du terrain dans les champs ouverts au sud d'Umanske mais ont perdu beaucoup de véhicules dans ces opérations. L'avancée russe au sud de Pervomaiske entraîne le retrait des forces ukrainiennes au nord-est de Nevelske. Fin mai, les Russes avancent d'un kilomètre à l'est de Novokalynove. Malgré de violents combats, ils sont tenus en échec partout ailleurs, sauf à Netailove, où ils prennent le reste du village. Depuis Netailove, les Russes tentent de progresser vers Kalivka où ils sont tenus en échec. Le 13 juin, les troupes russes hissent leur drapeau à Novopokrovske et avancent également au nord d'Umanske. Les défenseurs ukrainiens se retirent alors de la zone intermédiaire afin d'éviter l'encerclement. Au cours des jours suivants, les forces russes consolident leurs gains dans la région de Novopokrovkse. Ils parviennent à entrer dans la périphérie ouest de Novooleksandrivka, progressant davantage vers la principale ligne de défense ukrainienne. Le 20 juin 2024, les Russes avancent le long du réservoir de Karlovske et atteignent la zone de datchas voisine. Sur l'axe nord, la Russie  avance de 500 mètres au nord et à l'ouest de Novooleksandrivka menaçant le village.

### Percée de la deuxième ligne (juillet - août 2024)

#### Percée de Prohres (juillet 2024
Le 17 juillet 2024, les combats commencent au-dessus de Prohres, un village du centre de l'oblast de Donetsk. Les forces russes y entrent le lendemain, réalisant leur première avancée majeure directement vers la ville de Pokrovsk.  Le 19 juillet, Prohres est prise par la Russie dans un engagement qui n'aurait duré que 48 heures. La percée, qui aurait été causée par de lourdes frappes aériennes, conduit à l'effondrement et au retrait ultérieur des 110e et 47e brigades mécanisées et permet aux russes de réaliser des avancées rapides le long d'une ligne de front auparavant stable,. Deux jours auparavant, les forces russes auraient avancé jusqu'à la localité de Lozuvatske, au nord de Prohres. DeepStateMap.Live montre le même jour une avancée russe pour occuper la majeure partie du village. Le 20 juillet, les troupes russes commencent à encercler la zone entre les deux villages. Le 24 juillet, les forces russes progressent vers l'ouest et réussissent à encercler deux bataillons de la 31e brigade mécanisée ukrainienne près de Prohres, village situé sur la route reliant Hrodivka à Otcheretyne,,, ; les bataillons se retirent et la 47e brigade mécanisée a du mal à combler le retrait de la 31e brigade mécanisée. Ces soldats, selon David Axe du magazine Forbes, ont cependant réussi à échapper à l'encerclement vers le 26 juillet avec l'aide coordonnée de l'artillerie et de frappes de drones. Forbes a également rapporté que la 47e brigade a perdu deux chars M1 Abrams lors de l'engagement autour de Prohres et que les forces ukrainiennes avaient subi des pertes importantes.
Le 25 juillet, la Russie a commencé à avancer à l'ouest de Prohres le long d'une voie ferrée en direction de Vesele. Ceci a été suivi par la prise de Lozuvatske vers le 26 juillet, Vovche vers le 27 juillet et Novoselivka Persha, au sud-est de Prohres, vers le 29 juillet. Les avancées russes après la prise de Prohres et la situation « tendue et difficile » à l'est de Pokrovsk ont été attribuées à un manque de personnels et d'équipement ukrainiens,  à une formation déficiente et à un moral en baisse,.
Avancée vers Hrodivka et Novohrodivka et retrait ukrainien de la deuxième ligne (1er - 23 août)
Le 1er août, les forces russes seraient entrées dans les faubourgs de Zhelanne (raïon de Pokrovsk) (en) et Ivanivka (oblast de Donetsk) (en), et entre le 1er et le 4 août, auraient pris Vesele (commune de Hrodivka) (en). Les milbloggers russes annoncent également de nouvelles avancées à Ivanivka le même jour. Forbes estime le 2 août que la Russie avance, et se trouverait à 18 kilomètres de Pokrovsk, avec « potentiellement » 20 régiments et brigades composés de 40 000 soldats, tandis que l'Ukraine compterait six brigades d'environ 12 000 soldats. Les combats se poursuivent les 5 et 6 août, et le rythme accru des avancées russes, selon le commandant en chef ukrainien Oleksandr Syrsky, fait de ce secteur, le plus actif de toute la ligne de front au début du mois d'août,. La Russie prend Serhiivka le 7 août, et commence à avancer vers la ville de Hrodivka, dont la prise permettrait des frappes d'artillerie sur Pokrovsk même. Le 9 août, le ministère de la Défense britannique signale que Pokrovsk n'est qu'à 16 kilomètres de la ligne de front.
Au moment de l'offensive ukrainienne dans l'oblast de Koursk en Russie, les combats près de Pokrovsk augmentent en intensité vers le 13 août, avec une augmentation comptée à 52 combats en une seule journée dans la région, soit plus d'un tiers de tous les engagements sur l'ensemble de la ligne de front. Un représentant de la 110e brigade mécanisée déclare que la situation près de Pokrovsk s'était détériorée depuis l'incursion de l'Ukraine, attribuée à des pénuries de munitions et aux efforts continus offensifs russes. Le 13 août, la Russie entre dans Hrodivka et aurait aligné la ligne de front avec la rivière Kazenny Torets au nord, prenant ainsi Ivanivka, Lysychne et Svyrdonivka. Un responsable ukrainien déclare à l'Agence France-Presse que l'incursion à Koursk avait eu peu d'effets sur les combats à l'est mais que « l'intensité des attaques russes » avait légèrement diminué au cours du week-end. Un lieutenant ukrainien corrobore le rapport de combats à Hrodivka et déclare que « tout est très sombre sur le front de Pokrovsk », tandis qu'un autre soldat ukrainien rajoute que les forces russes avaient reçu l'ordre de s'emparer de Myrnohrad, une ville à l'est de Pokrovsk. Le 14 août, la Russie continue d'avancer, prenant Zhelanne, au sud-est de Hrodivka, et en direction de Novohrodivka et d'Orlivka, et commence apparemment à pénétrer dans Mykolaivka (communauté d'habitation de Hrodivka) (uk) et Zhuravka. Le 15 août, il est signalé que l'Ukraine mobilise ses forces en réserve afin de se préparer à défendre Pokrovsk.
Le 15 août, Serhii Dobriak, le chef de l'administration militaire de la ville de Pokrovsk, signale que les forces russes ne sont plus qu'à 10 kilomètres de la ville. Il exhorte tous les citoyens à évacuer. Le même jour, un soldat ukrainien rapporte que les forces russes avaient un avantage de 10-1 sur l'Ukraine à l'est de Pokrovsk en termes d'infanterie et menaient sans relâche des assauts sur les positions ukrainiennes tout au long de la journée. Le 16 août, des responsables américains déclarent que la Russie n'avait retiré qu'un nombre limité d'unités de l'est de l'Ukraine pour les envoyer dans l'oblast de Koursk en Russie. Les témoignages de soldats ukrainiens indiquent que les attaques russes en direction de Pokrovsk n'ont pas diminué après l'offensive, la Russie choisissant de renforcer ses forces dans la direction de Pokrovsk plutôt que de les y détourner. Le jour même, un officier ukrainien rapporte que la Russie tente de prendre d'assaut Novohrodivka, alors que les habitants de Selydove, Myrnohrad et Novohrodivka continuent d'évacuer. Le 17 août, la Russie s'empare de Mykolaivka, et entre dans Novozhelanne. Un immeuble de grande hauteur à Myrnohrad est sévèrement endommagé par des bombardements russes. Des sources russes affirment que leurs forces contrôlent complètement Novozhelanne, et rapportent des avancées vers Novohrodivka et en direction du village de Krutyi Yar via Zhuravka.
Les forces russes se déplacent alors vers le sud de Zhelanne pour conquérir Novozhelanne et Zavitne vers le 18 août, ce qui est confirmé par un soldat hissant le drapeau russe au sud de ces deux localités. Le 19 août, les civils continuent d'évacuer Pokrovsk et les localités environnantes, tandis que le chef de la ville, Serhii Dobriak, annonce que les familles avec enfants seraient obligées d'évacuer Pokrovsk en raison de la poursuite des avancées russes à partir du 20 août, et qu'elles ont deux semaines au plus pour partir. Celles de Myrnohrad n'ont malheureusement que quelques jours. Dobriak déclare également que les services publics « diminueraient progressivement » d'ici une semaine à Pokrovsk,. La Russie avance les 18 et 19 août pour prendre complètement Zhuravka et contrôler tout le territoire à l'est de la rivière Vovtcha dans la région ;  conquérant Mezhove (raïon de Pokrovsk) (en) et Skuchne dans la foulée. La Russie a continué d'attaquer Novohrodivka et d'autres localités à l'est de Pokrovsk. Selon l'analyste militaire Franz-Stefan Gady, la Russie est probablement en train d'« engager la dernière ligne défensive appropriée à l'extérieur de la ville ».
Le 21 août, les forces russes avancent au sud de Mykolaivka et de Zhelanne, prenant Komyshivka. Le Président Volodymyr Zelensky reconnaît les récentes avancées réalisées par la Russie à l'est de Pokrovsk le même jour, et annonce que ses forces étaient renforcées dans la région afin de résister. La Russie continue de se déplacer vers le sud le 22 août pour s'emparer de Ptyche (Oblast de Donetsk) (en) et avancer en direction de Kalynove (raïon de Pokrovsk) (en) (au nord d'Otcherytne), et aurait pris pied dans l'est de Novohrodivka. L'ISW analyse que les récentes avancées vers le sud étaient probablement dues à un retrait ukrainien des positions dans la région afin d'éviter l'encerclement par les Russes. Les services et l'administration de Pokrovsk commencent à fermer ou à quitter la ville, tandis que les civils continuent à évacuer les 22 et 23 août,. Des sources russes affirment le 23 août que la Russie avance dans le sud et le sud-est de Novohrodivka, ainsi que dans Krasnyi Yar depuis le sud-est et que Kalynove est conquise.

#### Prise de Novohrodivka (août 2024)
La Russie continue d'avancer à travers Novohrodivka le 24 août, conquérant la majeure partie de la partie orientale de la ville, tout en avançant vers le sud en direction de Kalynove et vers Karlivka depuis l'est. Des sources russes affirment que le bâtiment du conseil municipal de Novohrodivka avait été saisi par les Russes dans la partie centrale de la ville, et que Krasnyi Yar avait été prise, au sud-ouest de Hrodivka. Les combats se poursuivent pour Novohrodivka le 25 août, la Russie contrôlant plus de la moitié de la ville,.
Les 26 et 27 août ; les forces russes continuent d'avancer vers le sud, au sud-est de Novohrodivka, et pénètrent dans Mykhailivka, à l'est de Selydove, et progressent dans Memryk le 26 août. Le lendemain, Memryk est conquise. Le 27 août, la Russie avance le long de la ligne de chemin de fer passant par Novohrodivka jusqu'aux faubourgs nord-ouest de la ville. L'ISW estime que la récente avancée russe à travers Novohrodivka, qui s'est déroulée en seulement quelques jours, était en partie due au fait que l'Ukraine n'avait pas tenté de maintenir des positions défensives dans la ville, où elle est dans un rapport désavantageux de 4 à 1 en termes de puissance de feu et avait plutôt choisi d'abandonner la localité. L'ISW ajoute que l'avancée à travers Novohrodivka donnerait à la Russie une voie pour avancer vers Pokrovsk, et que l'Ukraine ne se retirerait probablement pas aussi rapidement des positions suivantes et de Pokrovsk. Le 28 août, il est rapporté que Novohrodivka est complètement conquise par la Russie, le Kyiv Post affirmant que la ville avait été perdue en 72 heures. Un éminent journaliste ukrainien critique le manque de fortifications promises dans la région, et qualifie la situation près de Pokrovsk de « catastrophique ». Le 28 août, des sources russes affirment que de nouvelles avancées ont été réalisées à l'intérieur de Hrodivka, l'avancée allant jusqu'à la rivière Zhuravka divise la ville. Ils affirment également avoir atteint les faubourgs sud de Myrnohrad via des avancées vers le nord à travers Krasnyi Yar. Le même jour, la Russie avance dans Selydove après un retrait ukrainien de certaines positions de la ville, entrant dans la partie orientale de la ville, grâce à la prise récente de Mykhaikivka.

### Attaque de la troisième ligne ukrainienne (depuis septembre 2024)
Le 29 août, l'ISW estime que la Russie poursuit simultanément deux offensives près de Pokrovsk : vers Pokrovsk même, où la Russie attaque la ligne défensive de Hrodivka à Novohrodivka, et vers le sud en direction de la ligne défensive allant d'Ukrainsk- Hirnyk -Selydove. Ils estiment que le premier effort vise d'abord à s'emparer de Myrnohrad puis à avancer dans les faubourgs de Pokrovsk, tandis que le second visait à élargir le saillant à l'est de Pokrovsk et à réduire les possibilités d'une contre-attaque ukrainienne à la base du saillant russe de 21 kilomètres de large vers Avdiïvka, et que ces deux objectifs sont probablement considérés comme nécessaires par la Russie avant de lancer une attaque sur Pokrovsk elle-même. Le deuxième effort espère, soi-disant, éliminer le saillant ukrainien au nord de Krasnohorivka et conquérir les champs au nord de celui-ci ; facilitant ainsi les hostilités qui se déroulaient au sud du saillant ukrainien.
Le 29 août, des sources russes affirment que des combats ont lieu dans le nord-est d'Ukrainsk et dans le sud de Myrnohrad, tandis qu'un analyste ukrainien déclare que la présence des forces russes à Myrnohrad n'avait en réalité pour but que de saboter et de désinformer. Le 30 août, la Russie s'empare du village de Karlivka et progresse encore plus au sud, tandis que des sources russes affirment avoir complètement conquis Hrodivka. Le 31 août, la Russie avance dans Halytsynivka et prend la partie nord du village. Des blogueurs militaires russes affirment que le village a été entièrement conquis, ce qui est confirmé plus tard, le 3 septembre,. Mykhailivka et Dolynivka sont complètement capturés le 1er septembre. Les civils continuent d'évacuer Pokrovsk, tandis que la plupart des commerces et infrastructures de la ville finissent par fermer, comme les hôpitaux et les supermarchés, leurs contenus étant transportés loin de la ligne de front.
Le 2 septembre, des éléments de la 59e brigade motorisée, de la 68e brigade de chasseurs, de la 117e brigade de défense territoriale et de la 15e brigade d'affectation opérationnelle risquent d'être isolés et encerclés dans le saillant ukrainien au sud-est de Pokrovsk, à l'est de la rivière Vovcha et au nord de Krasnohorivka. L'intégrité du saillant de 78 kilomètres carrés est défendu, apparemment, par la 25e brigade aéroportée, défendant Ukrainsk. Le 3 septembre, des sources russes affirment que la Russie commence à avancer dans ce saillant, à l'ouest de Nevelske. Le 5 septembre, les civils restés à Pokrovsk sont priés d'utiliser la gare de Pavlohrad pour l'évacuation ; la gare de Pokrovsk étant forcée de fermer en raison d'une détérioration de la situation sécuritaire. Selon le gouverneur de l'oblast de Donetsk, Vadym Filashkin, 26 000 personnes restent à Pokrovsk.
Le 5 septembre, l'ISW estime que l'expansion récente du saillant de Pokrovsk vers le sud vise à agir en tandem avec l'offensive renouvelée vers Vuhledar dans le sud de l'oblast de Donetsk. Le premier effort pour la prise de Pokrovsk continue à être la priorité, et le second vise à limiter le nombre de redéploiements ukrainiens dans le secteur de Pokrovsk. Les efforts russes consistant à envelopper et encercler le saillant ukrainien à l'ouest de Donetsk ; The New York Times affirmant qu'il est « presque encerclé » par les forces russes. Le 7 septembre, les progrès russes au nord-ouest de Pokrovsk commencent à  stagner ; alors que certaines avancées se poursuivent, au sud-est de Pokrovsk. Les brigades ukrainiennes nouvellement déployées (151e brigade mécanisée et 152e brigade de chasseurs) dans la région lancent de multiples contre-attaques : à Selydove, ville cruciale pour le succès de l'offensive russe, où l'élan s'est arrêté, à Halytsynivka et à Mykhailivka.
La Russie continue à exercer une pression en direction du sud à Ukrainsk et Hirnyk. L'ISW analyse qu'une prise de ces deux villes permettrait aux éléments avancés vers le sud, dans le saillant de Pokrovsk, de pouvoir attaquer Kourakhove, plus au sud, ville clé de la région. Cet axe d'avancée est une condition préalable à l'assaut direct sur Pokrovsk. Une source russe déclare que l'accent est mis sur la prise de contrôle des zones élevées près d'Ukrainsk et Hirnyk plutôt que sur un assaut frontal complet sur Ukrainsk. Une confirmation visuelle est donnée le 7 septembre confirmant une avance russe vers le centre de Hrodivka. Les blogueurs militaires russes affirment que Lisivka, à l'est d'Ukrainsk, avait été conquise, confirmé visuellement quatre jours plus tard. Le 10 septembre, l'ISW estime que Marynivka avait été prise. Le 12 septembre, des sources russes affirment que leurs forces ont réalisé une avancée vers Pokrovsk via  Lisivka, affirmant que le village avait également été conquis.
Les combats se poursuivent à l'est de Selydove, où la ligne de front se situe entre la périphérie est de la ville et Mykhailivka après la contre-attaque ukrainienne début septembre. La Russie et l'Ukraine, déclarent toutes deux faire des avancées marginales près de Selydove, au nord-est de la ville et à l'ouest de Mykhailivka. Les forces russes auraient modifié leur tactique près de Selydove, passant des assauts frontaux à l'utilisation de petits groupes se déplaçant dans des zones couvertes. À Pokrovsk, la population continue de diminuer à mesure que les habitants fuient, 18 000 personnes étant encore présentes le 11 septembre. Les forces russes ont entre-temps coupé l'approvisionnement en eau de la ville, fait sauter plusieurs ponts à proximité et dans Pokrovsk, coupant les connexions aux autoroutes de la ville, et frappent les soldats ukrainiens avec des drones et de obus d'artillerie. Selon un commandant d'unité ukrainien, cela entrave l'approvisionnement logistique de la ville et signifiait que Pokrovsk « pouvait déjà être considérée comme perdue » en termes de logistique. Les forces ukrainiennes fortifient la ville en prévision d'un combat urbain.
À Oukraïnsk, les forces russes prennent le contrôle des parties sud du village le 11 septembre, tout en réalisant des avancées confirmées sur le flanc nord-ouest de la ville le 13 septembre. L'ISW déclare que des images confirment cette dernière avancée signifiant qu'Oukraïnsk « avait peut-être » été conquise, tout en estimant que ces attaques sur les flancs de la ville étaient préférées à un assaut frontal direct alors que les efforts d'encerclement se poursuivaient,. Des images ultérieures du 17 septembre confirment la chute complète d'Oukraïnsk, largement diffusées par les médias russes,. Après cela, les forces russes commencent à avancer vers le sud en direction de Hirnyk et au nord-ouest d'Oukraïnsk.  Le New York Times a estimé que la prise d'Oukraïnsk pourrait aider à l'avancée vers le sud en direction de Kourakhove.
Le 1er octobre, le ministère russe de la Défense revendique la prise de contrôle du village de Krouty Iar (ru), situé à une dizaine de kilomètres au sud-est de Pokrovsk.
Le 6 octobre, l'armée russe opère la prise de contrôle du village de Tsoukouryne, qui est annoncée le 28 octobre par le ministère russe de la Défense.
Le 7 octobre, le ministère russe de la Défense revendique la prise de contrôle du village de Hrodivka, qui est confirmée le 21 octobre par l'ISW.
Le 11 octobre, le ministère russe de la Défense revendique la prise de contrôle du village de Ostrivske (en).
Le 16 octobre, le ministère russe de la Défense revendique la prise de contrôle du village de Krasnyï Iar (en), situé à une douzaine de kilomètres de Pokrovsk.
Le 17 octobre, le ministère russe de la Défense revendique la prise de contrôle du village de Maksymilianivka (en), qui est confirmée le 20 octobre par l'ISW.
Le 23 octobre, trois soldats ukrainiens sont abattus après avoir été faits prisonniers « au cours d'une offensive sur la ville de Selydove », d'après le bureau du procureur général d'Ukraine (uk), qui s'est saisi du dossier le 5 novembre.
Le 28 octobre, une analyse de l'AFP, réalisée à partir des données de l'ISW, montre que l'armée russe a progressé de 478 km2 en territoire ukrainien depuis le début du mois d'octobre, soit son gain territorial mensuel le plus important depuis mars 2022 et les premières semaines de l'invasion. La majorité de ce gain territorial est réalisée dans le cadre de l'offensive de Pokrovsk.
Le 29 octobre, le ministère russe de la Défense revendique la prise de contrôle de la ville de Selydove.
Le 1er novembre, trois prisonniers de guerre ukrainiens sont exécutés « au cours d'un assaut contre les fortifications dans le secteur de Pokrovsk », d'après le bureau du procureur général d'Ukraine , qui s'est saisi du dossier le 5 novembre.
Le 3 novembre, le ministère russe de la Défense revendique la prise de contrôle du village de Vychneve.
Le 8 novembre, l'armée russe procède à la conquête du village de Novooleksiivka (en), situé à une quinzaine de kilomètres au sud de Pokrovsk, qui est annoncée le 18 novembre par le ministère russe de la Défense.
Le 18 novembre, le Président Volodymyr Zelensky visite les positions de la de la 25e brigade aéroportée, qui défend la ville de Pokrovsk, à une dizaine de kilomètres de la ligne de front.
Le 7 décembre, une offensive blindée ukrainienne sur le village de Zhovte est repoussée et donne lieu à une contre-offensive russe qui se déroule du 7 au 9 décembre. Cette contre-offensive permet la conquête du village de Novoputsynka, et d'une grande partie du village de Novotroits'ke, mais surtout de plus de la moitié du village hautement stratégique de Shevchenko. Ce village est en effet situé à la même hauteur que la ville de Pokrovsk (qui surplombe la zone de contrôle russe) et se situe derrière les lignes de fortifications de la localité.